# リュープロレリン
リュープロレリン（Leuprorelin または LeuprolideはGnRHアナログであるペプチドの一つ。
アミノ酸配列は、Pyr-His-Trp-Ser-Tyr-D-Leu-Leu-Arg-Pro-NHEt（Pyr = ピログルタミン酸）である。）商品名リュープリン。

## 作用機序
リュープロレリンは下垂体のGnRH受容体に対するアゴニストである。通常の脈動的刺激を阻害してGnRH受容体の感受性を弱め、間接的に性腺刺激ホルモンである黄体形成ホルモン（LH）および卵胞刺激ホルモン（FSH）の分泌を抑え、性ホルモン欠乏に導く。すなわち男女でのエストラジオールおよびテストステロンを劇的に減少させる。

## 効能・効果
1.88mg製剤、3.75mg製剤、11.25mg製剤、22.5mg製剤で異なる。
|                    | 1.88mg | 3.75mg | 11.25mgSR | PRO22.5mg | 詳細                                                                           |
| ------------------ | ------ | ------ | --------- | --------- | ------------------------------------------------------------------------------ |
| 子宮内膜症         | ○      | ○      |           |           |                                                                                |
| 子宮筋腫           | ○      | ○      |           |           | 月経過多、下腹痛、腰痛、貧血を伴う子宮筋腫における筋腫核の縮小および症状の改善 |
| 中枢性思春期早発症 | ○      | ○      |           |           |                                                                                |
| 閉経前乳癌         |        | ○      | ○         | ○         |                                                                                |
| 前立腺癌           |        | ○      | ○         | ○         |                                                                                |

投与間隔は1.88mg製剤と3.75mg製剤で4週間毎、11.25mg製剤で12週間毎、22.5mg製剤で24週間毎である。
LH-RH（GnRH）アナログであるリュープロレリンは前立腺癌や乳癌といったホルモン感受性の癌の治療およびエストロゲン依存性疾患（子宮内膜症や子宮筋腫等）の治療、ならびに性的早熟の治療に用いられる。また体外受精（IVF）の際の卵巣刺激にも使用される。またペドフィリア等の性的倒錯について性的衝動の抑制に使用される事もある。
女性の軽度〜中等度のアルツハイマー型認知症に対する有効性も示唆されている。
リュープロレリンとトリプトレリンおよびゴセレリンの併用は、しばしば性同一性障害の小児に対してホルモン補充療法を開始可能な年齢に達するまで思春期を遅らせるために使われる。トランスジェンダー女性でのテストステロン抑制効果においてスピロノラクトンとシプロテロンの併用による抗アンドロゲン治療よりも優れているとされる。

### 獣医学領域での使用
フェレットの原発性アルドステロン症やクッシング症候群の治療にも使われる。

## 副作用
重大な副作用として、間質性肺炎（0.1%未満）、肝機能障害、黄疸、糖尿病の発症または増悪、下垂体卒中、血栓塞栓症（心筋梗塞、脳梗塞、静脈血栓症、肺塞栓症等）、うつ症状（5%未満）が知られている。前立腺癌の治療の場合はこれに血清テストステロン上昇に伴う症状（骨疼痛の一過性増悪、尿路閉塞、脊髄圧迫　5%以上）と心不全（5%未満）が加わる。（頻度未記載は頻度不明）
5%以上に発生する副作用としては、火照り、熱感、逆上せ、肩こり、頭痛、不眠、眩暈、発汗、関節痛、骨疼痛、LDH上昇が挙げられる。そのほか、注射部位反応、盗汗、倦怠感、胃部不快感、嘔気、下痢便秘、腹痛、乳房腫脹、筋痛、不眠、性欲減退、陰部不快感・乾燥・瘙痒・出血、夜間頻尿、脱力感、悪寒、皮膚湿潤、発赤、瘙痒感、皮膚落屑、睾丸痛、性的不能、記憶障害が起こり得る。

## 自閉症治療
2005年、リュープロレリンで自閉症スペクトラムを治療できる可能性があるという論文が発表された。これは自閉症は水銀により発生するとする既に否定された仮説に基づいたものであり、さらに水銀がテストステロンと不可逆的に結合すると仮定し、従ってリュープロレリンでテストステロン濃度を低下させれば水銀濃度が低下すると推論したものであった。しかし、投与された小児・青年には性的機能の発達に非可逆的なダメージが残り、自閉症治療効果については科学的に信頼に足る結果が何一つ得られないという悲惨な結末を迎えた。これはリュープロンプロトコル（Lupron protocol）と命名され、仮説の提唱者であるマーク・ガイアーはワクチンと自閉症との関連について意見を表明することを、その専門家ではなく医師免許をも剥奪された事を理由として、幾度となく禁止された。医療専門家はガイアーの主張を「ゴミクズ科学」と名付けた。

## 承認取得状況

### 米国
- 1985年4月、前立腺癌治療薬として注射液（5mg/mL 連日皮下投与）が承認された。
- 1989年1月、進行前立腺癌の姑息的治療薬として徐放性注射剤（デポ）（7.5mg入りバイアル 月1回筋肉内注射）が、続いて3ヶ月毎投与の22.5mg入りバイアルと4ヶ月毎投与の30mg入りバイアルが承認された。
  - また子宮内膜症および子宮筋腫の治療薬として毎月投与の3.75mg入りバイアルと3ヶ月毎投与の11.25mg入りバイアルが承認された。
  - 3.75mg入りバイアル、11.25mg入りバイアル、15mg入りバイアルが中枢性思春期早発症（英語版）治療薬として承認された。
- 2000年3月、進行前立腺癌の姑息的治療薬として年1回投与の72mg皮下埋込製剤が承認された。
- 2002年1月、進行前立腺癌の姑息的治療薬として月1回投与の皮下デポ製剤が承認された。
  - 続いて3ヶ月毎投与の22.5mg製剤、4ヶ月毎投与の30mg製剤、6ヶ月毎投与の45mg製剤が承認された。

### 日本
- 1992年7月、「前立腺癌」治療薬として3.75mg入り徐放性剤が承認された。[23]:1
- 1994年7月、「子宮内膜症」および「中枢性思春期早発症」治療薬として追加承認された。
- 1996年10月、「過多月経、下腹痛、腰痛および貧血等を伴う子宮筋腫における筋腫核の縮小および症状の改善」および「閉経前乳癌」治療薬として追加承認された。